# Histoire philatélique et postale de l'Italie

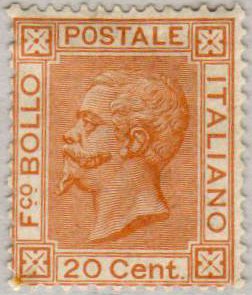
Timbre de 1877 à l'effigie de Victor-Emmanuel II

Ceci est une introduction à l'histoire postale et philatélique de l'Italie.

## Les origines
L'Histoire philatélique et postale de l'Italie remonte à l'antiquité et, plus précisément, à Rome qui organise cursus publicus, le premier véritable service de courrier public en 40 av. J.-C..

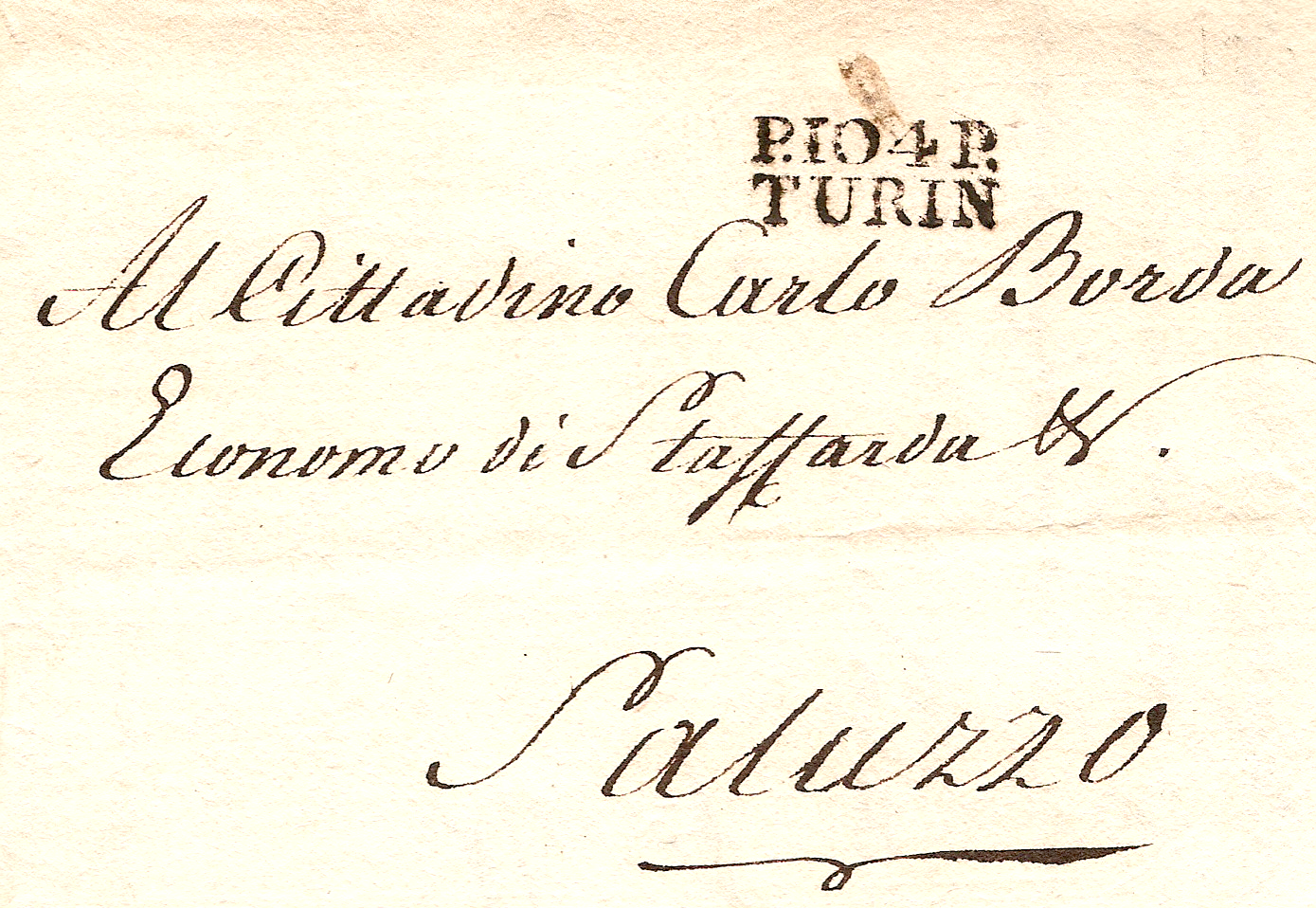
Lettre, datée probablement de 1810, en port payé avec marque postale linéaire 104 Turin.

## Départements français
Une bonne partie de l'Italie a été occupés par la France peu après la Révolution française et sous l'Empire. Cette région a été organisée en départements (voir Liste des 130 départements de 1811. L'administration postale a donc mis en place des marques postales linéaires sur le même modèle que celui de la France.
Ainsi Turin était le chef-lieu du département du Pô et avait comme numéro de département 104. On trouve donc des lettres avec la marque 104 TURIN Voici une table  des émissions de telles marques.
| Numéro | Département     | Chef-lieu  | Autres villes ayant émis des marques postales linéaires |
| ------ | --------------- | ---------- | --- |
| 84     | Mont-Blanc      | Chambéry   | Aix-les-Bains, Aiguebelle, Annecy, Bonneville, Carrouge, Cluses, Conflans, Évian, Frangy, Lanslebourg, Modane, Montmélian, Moûtiers, La Roche, Rumilly, Sallanches, Saint-Jean-de-Maurienne, Saint-Pierre-d'Albigny, Termignon, Thonon. |
| 85     | Alpes-Maritimes | Nice       | Menton, Monaco, Puget-Théniers, San Remo, Sospel, Saint-Sauveur-sur-Tinée, Tende, Utelle, Vintimille. |
| 87     | Gênes           | Gênes      | Bobbio, Novi Ligure, Recco, Tortona, Voghera, Voltri |
| 99     | Léman           | Genève     | Bonneville, Cluses, Collonges, Évian, Ferney-Voltaire, Frangy, Gex, La Roche-sur-Foron, Sallanches, Thonon |
| 104    | Pô              | Turin      | Avigliano, Carmagnole, Chieri, Mont-Cenis, Lanzo Torinese, Pignerol, Susa |
| 105    | Stura           | Coni       | Alba, Bra, Caraglio, Cherasco, Ceva, Cortemilia, Dronero, Fossano,Mondovi, Saluzzo, Savigliano |
| 106    | Marengo         | Alexandrie | Asti, Casale Monferrato, Montecalvo Versiggia, Tortona, Valenza, Voghera |
| 107    | Sésia           | Verceil    | Biella, Gattinara |
| 108    | Tanaro          | Asti       | Acqui Terme, Alba |
| 108    | Montenotte      | Savone     | Acqui Terme, Alassio, Albenga, Cairo Montenotte, Ceva, Diano Marina, Finale Ligure, Loano, Nizza Monferrato, Pietra Ligure |
| 109    | Doire           | Ivrée      | Aoste, Chivasso, Cuorgnè, Verrès |
| 110    | Apennins        | Chiavari   | Borgomaro, Fivizzano, Levanto, Pontremoli, Recco, Sarzana, La Spezia |
| 111    | Taro            | Parme      | Fidenza, Fiorenzuola d'Arda, Plaisance |
| 112    | Arno            | Florence   | Arezzo, Cortone, Dicomano,Empoli, Lucignano, Modigliana, Montevarchi, Pistoia, Rocca San Casciano, Sansepolcro |
| 113    | Méditerranée    | Livourne   | Pescia, Pietrasanta, Pise, Pontedera, Portoferraio, Volterra |
| 114    | Ombrone         | Sienne     | Grosseto, Montepulciano, Radicofani, San Quirico d'Orcia |
| 116    | Rome            | Rome       | Albano Laziale, Anagni, Calvi dell'Umbria, Canino, Civita Castellana, Civitavecchia, Frosinone, Narni, Palestrina, Priverno, Rieti, Ronciglione, Terracina, Tivoli, Velletri, Viterbe                                                   |
| 117    | Trasimène       | Spoleto    | Acquapendente, Amelia, Città della Pieve, Città di Castello, Polino, Norcia, Orvieto, Pérouse, Terni, Todi |

## La réforme postale dans les États italiens
Les premières émissions de timbres sont associées à la Réforme postale qui avait pris naissance en 1840 au Royaume-Uni. Les États italiens l'ont adoptée séparément avant leur intégration au royaume d'Italie.

### Lombardie-Vénétie

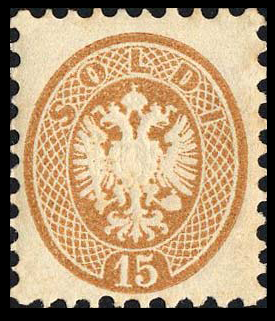
Émission de 1864, utilisée aussi dans les bureaux autrichiens du Levant

Les timbres du Royaume lombardo-vénitien sont les mêmes que ceux de l'empire d'Autriche, sauf que la valeur faciale s'exprime en centesimi plutôt qu'en kreuzer.
La première émission de 1850 comporte les valeurs 5 à 45 centesimi.
La nouvelle monnaie (soldi) est utilisée pour les émissions de 1858, 1863 et 1864 de 2 à 15 soldi. Cette dernière émission a eu valeur d'affranchissement en Vénétie jusqu'au 19 août 1866.
Particularité importante: les timbres de Lombardie-Vénétie ont servi pour l'affranchissement dans les bureaux de poste du Levant autrichien (çàd dans l'Empire ottoman, jusqu'au 31 août 1869.
La première marque postale dans la région date de 1703, par un service postal privé de la république de Venise. Ce fut la maison de Tour et Taxis qui assura la distribution du courrier avant la poste autrichienne (direction de Vérone). Edwin Mueller fournit la description des oblitérations apposées dans les 152 bureaux de poste de la Lombardie, 11 de Mantoue et 108 de la Vénétie, avec un système de points (décrit à l'article Cotation des oblitérations des timbres d'Autriche de la période 1850-1867).

### Duché de Parme

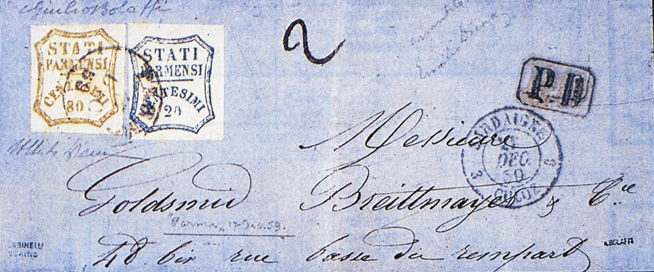
Lettre de Parme, datée de 1859?, affranchie à destination du royaume de Sardaigne

Le duché de Parme émit sa première série de timbres en 1852. Il s'agissait d'un motif constitué d'une fleur de Lys dans un cercle et surmonté de la couronne du duché.

### Royaume de Sardaigne
La Sardaigne était une possession de la Savoie depuis 1720. En 1815, à la suite du congrès de Vienne, le royaume de Sardaigne a été étendu pour qu'il constitue un État tampon, capable de s'opposer à la France. Il constitua une préfiguration du royaume d'Italie et son histoire postale est en complète continuité avec celle de l'Italie.
Voir aussi :

## Construction du royaume d'Italie

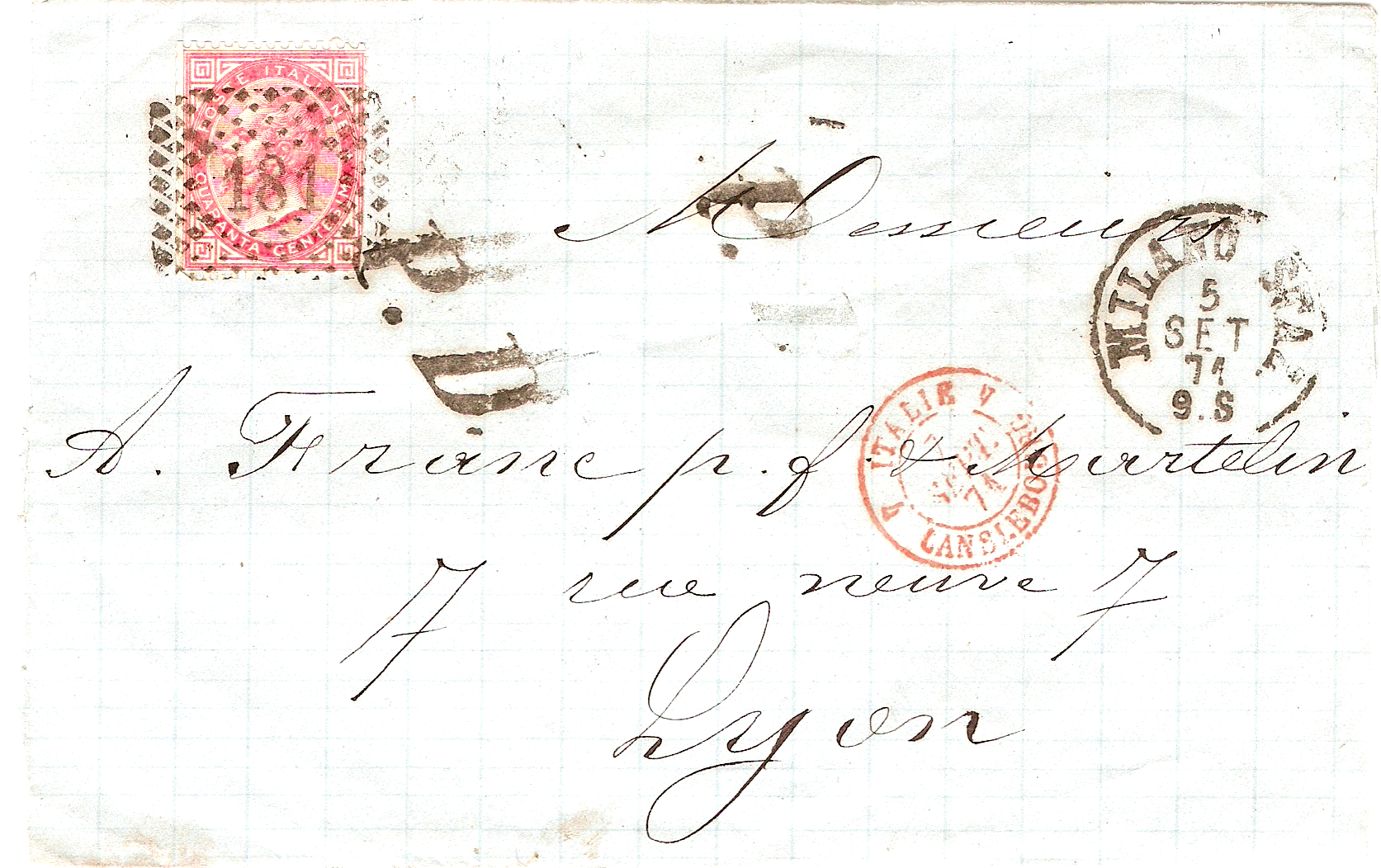
Lettre affranchie avec un 40c rose de l'émission de 1863

### Victor-Emmanuel II
Le règne de Victor-Emmanuel II comme roi d'Italie débuta en 1861 pour se terminer en 1878. Son effigie était pratiquement le seul sujet des timbres de cette période.

## Victor-Emmanuel III

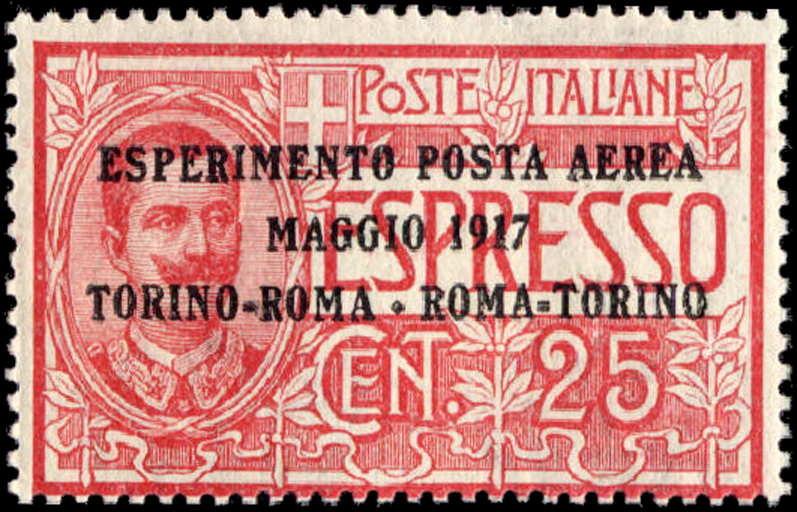
Le premier timbre de poste aérienne du monde

En 1917, l'Italie réalise deux expériences de poste aérienne entre Turin et Rome, puis entre Naples et Palerme. Elle émet deux timbres à cette occasion (par surcharge des timbres pour lettre express). Ils sont considérés comme les premiers au monde.

### Montée dufascismeetSeconde Guerre mondiale
En 1929, l'Italie émet une série courante dont tous les timbres contiennent en écusson les faisceaux, symboles du régime fasciste. Outre l'effigie de Victor-Emmanuel III et la figure symbolique « Italia », les motifs sont empruntés à l'histoire romaine : la Louve, Jules César et Auguste.

## Larépublique
À la fin de la guerre, en 1945, un premier acte symbolique consiste à enlever les faisceaux de la série courante, puis de procéder à de nouvelles émissions, avec des symboliques assez différentes :
- En 1945 : « bris de chaîne », « Famille et justice », « Plantation d'un olivier », « arrachage », « flambeau » ;
- En 1950 : la série l'Italie au travail, une suite de tableaux monochromes qui associent un métier et une région ;
- En 1953 : le début des monnaies syracusaines.

## Période actuelle

### Laconstruction européenne
En 1956, l'Italie participe à la première émission des timbres Europa avec 5 autres pays : l'Allemagne, la Belgique, la France, le Luxembourg et les Pays-Bas.
Concernant le passage à l'Euro, à partir de 1999 les valeurs faciales sont toujours exprimées en Lires mais avec une transcription en Euro. Depuis le premier janvier 2002, l'euro est la seule unité monétaire utilisée.